# Cours, ma fille
Pour plus de détails, voir Fiche technique et Distribution.
Cours, ma fille (Run, Girl, Run) est un court métrage muet américain réalisé par Alf Goulding, sorti en 1928.

## Synopsis
Une équipe féminine d'athlétisme se prépare pour une grande rencontre contre un collège rival, mais Minnie Marmon, la coach, a du mal à préparer son équipe. Norma, la star de l'équipe, est plus intéressée à sortir pour rencontrer son petit-ami qu'à se préparer pour la rencontre, alors Norma et Minnie s'engagent dans un affrontement de volontés.

## Fiche technique
- Titre original : Run, Girl, Run
- Titre alternatif : Une fille dans la course
- Réalisation : Alfred J. Goulding
- Scénario : Harry McCoy, Paul Perez, Earle Rodney, Al St. John, James J. Tynan
- Photographie : St. Elmo Boyce, Frank Heisler, Edwin Bower Hesser, Louis Jennings, Roy Musgrave, Ray Rennahan, Vernon L. Walker
- Montage : William Hornbeck
- Production : Mack Sennett Comedies
- Pays de production : États-Unis
- Format : court métrage  en noir et blanc, rapport de forme : 1,33 : 1
- Son : muet
- Genre : comédie
- Durée : 20 minutes
- Date de sortie :
  - États-Unis : 15 janvier 1928

## Distribution
- Daphne Pollard : La coach Minnie Marmon
- Carol Lombard : Norma Nurmi
- Lionel Belmore :	le doyen
- Jim Hallett : le fiancé de Norma